# لیونل لوران
لیونل لوران (فرانسوی: Lionel Laurent‎؛ زادهٔ ۱۰ اکتبر ۱۹۶۴) ورزشکار دوگانه اهل فرانسه است.